# Дворянские институты
Дворянские институты — закрытые мужские сословные общеобразовательные средние учебно-воспитательные заведения созданные специально для дворянских детей по настоятельному требованию значительного числа представителей российского дворянства, не желавшего обучать своих детей совместно с гимназистами из семей простолюдинов.
Дворянские институты создавались не на пустом месте, а на базе уже существующих средних учебных заведений (гимназий и благородных пансионов и т.п.) по запросу дворянских обществ и на их средства, хотя казна выделяла на это значительные субсидии. Основными отличиями от своих предшественников (учебных заведений на базе которых создавались дворянский институты) было то, что дворянские институты делали больший акцент на светское образование и воспитание и, главное, выпускники дворянских институтов поступали в высшие учебные заведения Российской империи без вступительных экзаменов. В дворянские институты принимались мальчики от 10-и до 12-и лет; льготы при поступлении имели сироты, дети офицеров и те, чьи родители были отмечены государственными наградами.

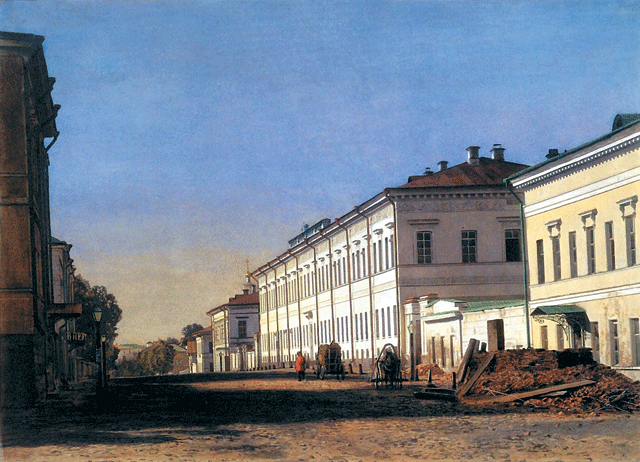
Нижегородский дворянский институт
Акварель А. О. Карелина. 1870 год.

Всего в Российской империи существовало пять дворянских институтов. Первым в 1833 году был открыт Московский дворянский институт и он же первым прекратил своё существование в 1849 году. В 1838 году 2-я Виленская мужская гимназия была преобразована в Виленский дворянский институт, который просуществовал до 1863 года, как и созданный в 1843 году Пензенский дворянский институт. В 1844 году в столице Царства Польского начал свою работу Варшавский дворянский институт, который также как два предыдущих был упразднен в 1863 году. Также в 1844 году был открыт Нижегородский дворянский институт, который просуществовал дольше всех остальных, вплоть до октябрьского переворота 1917 года, но при этом начиная с 1862 года приходящими учениками и своекоштными пансионерами стали приниматься дети всех сословий и всех христианских исповеданий, а с 1866 года, институт в Нижнем Новогороде функционировл по новому уставу — в соответствии с уставом классических гимназий. Кроме того он носил имя императора Александра II, что, в то время, не могло не сказываться на размерах государственных субсидий.
Идея создания дворянских институтов изначально была обречена на провал. Дворяне, как правило, стремились определить своих сыновей в военные учебные заведения, по окончании которых им светила быстрая карьера, а широкая сеть гимназий вполне удовлетворяла потребность в образовании классическом, а иногда позволяла с ранних лет получить и профильное. Кроме того, государство никак не запрещало создание подобных учреждений, но монарх вполне справедливо решил, что платить за чьи-то понты он не станет, поэтому содержание подобных закрытых учебных заведений стало проблемой дворянства и проблемой весьма обременительной в финансовом отношении. А вот Женские институты оказались очень востребованы и просуществовали вплоть до самого краха Российской империи.